# Ciîstopillea, Vilșanka
Ciîstopillea (în ucraineană Чистопілля) este localitatea de reședință a comunei Ciîstopillea din raionul Vilșanka, regiunea Kirovohrad, Ucraina.

## Demografie
Componența lingvistică a localității Ciîstopillea
     Ucraineană (95,77%)
     Română (1,95%)
     Rusă (1,3%)
     Alte limbi (0,98%)
Conform recensământului din 2001, majoritatea populației localității Ciîstopillea era vorbitoare de ucraineană (95,77%), existând în minoritate și vorbitori de română (1,95%) și rusă (1,3%).